# Florencio Fuentes Estébanez
Florencio Fuentes Estébanez (Osorno la Mayor, Palencia; 11 de mayo de 1901 –  † Herrera de Pisuerga, Palencia; 1970) fue obrero del campo y verdugo titular de la Audiencia de Valladolid. Asistió como ayudante a las primeras ejecuciones de Vicente López Copete, enseñándole el manejo del garrote.
Durante su carrera tuvo sentimientos de culpabilidad, lo que le causó un expediente por negarse a una ejecución en 1952. Se negó a continuar después de la ejecución de Trespalacios en 1953, por lo que fue expedientado y condenado. Alegó que a sus hijos les hacían la vida imposible en el colegio por el oficio de su padre.
Despreciado por sus convecinos, distanciado de su familia y falto de recursos, llegó a mendigar para vivir. Se suicidó en 1970.

## Reos ejecutados por Florencio Fuentes (incompleta)
Llegó a realizar varias ejecuciones múltiples, como la de nueve reos en la Cárcel Modelo de Barcelona en 1944 y la triple ejecución de Portugalete, en 1940. Los reos fueron responsables del asesinato y robo de un trabajador de Altos Hornos de Vizcaya.
- Ramón Lázaro Corella Tarragona, 16 de agosto de 1941)[5]
- Joaquín Juan Escoda Curto Tarragona, 16 de agosto de 1941)[5]
- Juan Curto Espuny (a) el Cantagallos Tarragona, 16 de agosto de 1941)[5]
- Juan Soto Barrionuevo (Barcelona, 19 de noviembre de 1941).[6][4]
- José Ribas Moracho (Barcelona, 25 de marzo de 1942)
- José Rafí Urpí (Barcelona, 28 de marzo de 1942)
- Antonio Serrano Caro (Barcelona, 28 de marzo de 1942)
- Pascual Gargallo García (Barcelona, 28 de marzo de 1942)
- Pedro Alemany Berenguer (Barcelona, 2 de octubre de 1942)
- Pedro Tudurí Vidal (Palma de Mallorca, 21 de febrero de 1951[7])
- José García Barriobero "el Satanás" (La Rioja, 1 de diciembre de 1948), cuya ejecución costó dos intentos[8]
- Fortunato Gras Tejedor (Barcelona, 9 de abril de 1953)[4]
- Juan José Trespalacios  (Vitoria, 13 de junio de 1953)[1]